# Josip Bozanić
Josip kardinál Bozanić (* 20. března 1949, Rijeka) je chorvatský římskokatolický kněz, arcibiskup záhřebský a kardinál.

## Kněz
Studoval v semináři v Pazinu a také na teologických fakultách v Rijece a Záhřebu. Kněžské svěcení přijal 29. června 1975 v Krku z rukou tamního biskupa Karmelo Zazinoviće, později byl jeho sekretářem a zároveň kaplanem v jedné z farností diecéze Krk.
V roce 1979 odjel na doplňující studia do Říma, která ukončil diplomem z teologie na Papežské univerzitě Gregoriana a z kanonického práva na Papežské lateránské univerzitě. V roce 1986 se vrátil do krkské diecéze, kde zastával funkci kancléře biskupské kurie a generálního vikáře (1987–1989).

## Biskup
Dne 10. května 1989 byl jmenován biskupem-koadjutorem v Krku, biskupské svěcení přijal 25. června z rukou záhřebského arcibiskupa, kardinála Kuhariće. V listopadu 1989, poté, co biskup Zazinović odešel na odpočinek, se ujal řízení diecéze. V červenci 1997 se stal arcibiskupem Záhřebu a nahradil ve funkci kardinála Kuhariće.
Vykonával funkci předsedy Biskupské konference Chorvatska v letech 1997–2007 a poté znovu od roku 2012. V letech 2001–2011 byl také místopředsedou Rady evropských biskupských konferencí.

## Kardinál
Kardinálem ho jmenoval papež Jan Pavel II. při konzistoři 21. října 2003. V lednu 2005 reprezentoval papeže jako jeho zvláštní vyslanec na oslavách svaté Anastázie, patronky Zadaru u příležitosti výročí 1700 let její mučednické smrti. V červenci 2013 byl papežským vyslancem při poutní bohoslužbě na Velehradě u příležitosti 1150. výročí příchodu svatých Cyrila a Metoděje na Velkou Moravu.